# Al Sadah Al Rejal
Al Sadah Al Rejal (en árabe: السادة الرجال‎, en español Esos caballeros) es una película egipcia estrenada el 6 de julio de 1987. La película está dirigida y escrita por Raafat el-Mehi y protagonizada por Mahmoud Abdel Aziz y Maali Zayed. La trama involucra a una mujer llamada Fawzia y su infeliz matrimonio con su marido Ahmed.

## Sinopsis
Fawzia (Maali Zayed) es una mujer madura de gran belleza que está casada con el periodista Ahmed (Mahmoud Abdel Aziz), un hombre poderoso que la ve en el contexto del harén, con los límites arbitrarios dentro de los cuales se confina a la mujer a un rol doméstico, circunscrita por el patriarca masculino. Se rebela contra esta vida hasta el punto de decidir convertirse en hombre, confiando sus problemas pero no su plan a su amiga y compañera de trabajo Samira (Hala Fouad). Cuando su marido está de viaje de prensa, Fawzia va a un hospital y se somete a una cirugía de reasignación de sexo. Fawzia se convierte entonces en Fawzi, un apuesto joven que sorprende a Samira en su reencuentro.
Ahmed regresa de su viaje con alguien aún más varonil que él. Por más que intente resistirse, los jueces no aprobarán el divorcio. Ahmed, un hombre educado e ilustrado, acepta a su esposa como un hombre independiente y Fawzi se casa con Samira. Ahmed, que también aprecia a Samira, casi se desmaya cuando la descubre en camisón junto a su nuevo marido.

## Reparto
- Mahmoud Abdel Aziz (Ahmed)
- Ma'ali Zayed (Fawzia)
- Hala Fouad (Samira)
- Ibrahim Yusri (médico)
- Awatef Ramadán
- Badr Nofal
- Youssef Dawoud
- Mohamed Hamdi
- Shosho Salamen
- Kamal Suleiman
- Mukhles El-Behairy
- Ryad el-Khouly
- Abdelaziz Issa
- Soraya Ezzedine
- Abdul Hamid Anis
- Rashwan Mustafa
- Mahmoud Ajlo
- Kamal al-Aqer
- Youssef Ragaei
- Sabah Mahmoud
- Abdel Gawad Metwally

## Recepción
El crítico de cine bahreiní Hassan Haddad escribe en su sitio web Cinematech Haddad: 
Raafat el-Mehi utiliza un drama satírico social para criticar la imagen y la realidad de los hombres en la sociedad todavía apegados a la vieja visión patriarcal de la familia... Mientras que el-Mehi burlesca la desigualdad entre los sexos, también descarta el cambio de sexo de la mujer como una Solución inadecuada dado el problemático matrimonio de Fawzy y Samira en el que Ahmed se convierte en el abandonado como había abandonado a Fawzia. El problema no es sólo entre mujeres y hombres sino que está más profundamente arraigado en la sociedad circundante. El-Mehi presenta con éxito este argumento a través de una película compleja en su comentario social y rica en su invención visual cinematográfica.
Según un artículo de la revista electrónica My. Kali:
La película del guionista y director Raafat el-Mehi Esos caballeros es difícil de clasificar en cualquier género tradicional... La película no se presenta como una película de temática transgénero sino más bien como una declaración cinematográfica sobre el machismo que no deja a las mujeres otra opción que armarse de masculinidad para salvarse de la injusticia.
Marwan Shahin escribe para el sitio de noticias Al Bawaba: 
La película satiriza las dimensiones de las relaciones de género desde una perspectiva social y psicológica, criticando una sociedad de hombres atados a nociones anticuadas de familia con dardos dirigidos a todo, desde la crisis inmobiliaria y el estancamiento económico hasta los médicos mal pagados y las mujeres que retrasan el matrimonio.
En 1987, Maali Zayed recibió el premio a la Mejor Actriz en el Festival de la Sociedad de Cine de El Cairo por su actuación en la película. La película se volvió a proyectar en una ceremonia en su memoria en Minya después de su muerte en 2014.